# Travis Knight
Pour les articles homonymes, voir Knight et Travis Knight (animateur).
Travis Knight, né le 13 septembre 1974 à Salt Lake City dans l'Utah, est un ancien joueur américain de basket-ball. Il mesure 2,13 m pour 106 kg et évolue au poste de pivot.

## Biographie
Il est sélectionné par les Bulls de Chicago au 1er tour (29e rang) de la draft 1996, à sa sortie de l'université du Connecticut, sous les ordres de l'entraîneur Jim Calhoun.
Knight joua sept saisons en NBA de 1996 à 2003, portant les maillots des Lakers de Los Angeles, des Celtics de Boston et des Knicks de New York.
Lors de sa carrière, Knight disputa 371 matchs pour un total de 1276 points. Il détient le record NBA pour la plus rapide disqualification en playoffs, étant exclu en moins de six minutes lors du Game 4 de la demi-finale de la Conférence Ouest 1999.